# 米正万也
米正 万也（よねしょう まや、1965年 - ）は、日本のアニメーション作家。京都精華大学芸術学部非常勤講師。
独特の抽象アニメ—シヨンを製作するアニメーション作家として知られる。

## 略歴
1965年、兵庫県西宮市に生まれる。
嵯峨美術短期大学に入学し、アニメーション制作を行う。1986年に嵯峨美術短期大学を卒業後、大阪府内で市立中学美術科教諭として6年間勤務する。教職を退職し、京都市立芸術大学美術学部に入学し、アニメーション制作を再開する。イギリスのロイヤル・カレッジ・オブ・アートへの交換留学を経て1998年3月に京都市立芸術大学大学院を修了する。
スケッチブックの綴じる部分をタップのようにし、子供の声と同期して柚象的な図形、色彩が跳ぴ回る様を描いた『believe in it』は、キャラクター物が全盛であったアニメーションの世界に一石を投じ、第2回（1998年）文化庁メディア芸術祭アニメーション部門優秀賞を受賞した。
平成14年度（2002年度）の文化庁在外研修員（メディア分野）に選ばれ、エストニア共和国で1年研修を行う。エストニア滞在中に現地の製本作家の協力を得て製作された『Üks Uks』は2005年Tricky Women 国際女性アニメーション映画祭（オーストリア）」のトレイラーに採用された。